# ブロードウェイ・セレナーデ
『ブロードウェイ・セレナーデ』(Broadway SerenadeまたはSerenade) は、1939年のアメリカ合衆国のミュージカル・ドラマ映画。
ロバート・Z・レナードがプロデューサーおよび監督を務めた。ルー・リプトン、ジョン・テインター・フート、ハンス・クラリーの原作を基に、チャールズ・レデラーが脚本を執筆した。ハーバート・ストットハートとエドワード・ウォードが楽曲を作曲した。

## キャスト
- メアリー・ヘイル：ジャネット・マクドナルド
- ジェイムス・ジョフリー・シーモア(ジミー)：リュー・エアーズ
- ラリー・ブライアント：イアン・ハンター
- コーネリアス・コリア・ジュニア：フランク・モーガン
- ザ・ジンクスのジョーイ：ウォリー・ヴァーノン
- ジュディス・ティレル(ジュディ)：リタ・ジョンソン
- パール：ヴァージニア・グレイ
- ビル・フォスター：ウィリアム・ガーガン
- ハリエット・インガルス：キャサリン・アレクサンダー
- ハーマン：アル・シーン
- 大家のオルセン夫人：エスター・デイル
- ジーン(コリアの作曲家)：フランクリン・パンボーン
- エヴェレット：E・アリン・ウォレン
- レイモンド、酔っ払い：ポール・ハースト
- フェロウズ氏：フランク・オース
- フェロウズ夫人：エスター・ハワード
- スクイーカー(ヴァイオリン奏者)：リオン・ベラスコ
- キティ(メアリーのメイド)：キティ・マクヒュー
- 歌手：ケニー・スティーヴンス
- デニー・マディソン：レイ・ウォーカー
- ゲイト氏：クロード・キング